# Josep Esteve Corredor
Josep Esteve Corredor (Girona, 3 de febrer de 1896 - 16 de juny de 1965) va ser un arquitecte gironí de renom.
Va obtenir el títol d'arquitecte en 1922. Entre els anys 1923 i 1934 exercí d'arquitecte municipal d'Olot. Va col·laborar professionalment amb M. Masramon i Joan M. de Ribot, i Rafael Masó, entre d'altres. Fou membre de l'Associació d'Arquitectes de Catalunya, i afí a la Lliga Regionalista. També va pertànyer al CAME (Cuerpo de Arquitectos Municipales de España) i fou present al I Congrés d'Arquitectes en Llengua Catalana (1932). Va ser el primer delegat a Girona del Delegat del Col·legi d'Arquitectes de Catalunya i Balears, l'any 1932. Passada la guerra, va tornar a exercir el càrrec durant el període 1947-1952.
Entre les cases construïdes a Olot cal esmentar la casa Gratacós, avui Capdevila (1923), la reforma de la casa Trias, avui Bartrina (1923), la casa Masllopart (1924), la casa Griñó, avui Corominas (1925), la casa Farjas (1926) i la casa Pagès (1927-28).
A Girona, va projectar edificis com la Casa Sureda-Bordas (1924) a la Rambla, el Col·legi de La Salle (1926), la Casa Valls (1927) al carrer del Carme, la Casa Sarrà (1928) al carrer Barcelona, la capella de l'Immaculat Cor de Maria (1935) a la ronda Pare Claret i la seu del Banc Hispano-Americà (1944) a la plaça Marquès de Camps.
Pel que respecte a l'Alt Empordà en general, va projectar obres importants com les Oficines Municipals a Roses (1927), Casa-bungalow Bosch-Sans a l'Escala (1964-1965), l'ampliació de la Casa Llobet / Bloc d'apartaments Llobet, també a l'Escala (1962), la reconstrucció Casa ca l'Herrero a Portbou (1942) i l'ampliació a Hotel - Saló Congesta a Portbou (1935).
El Col·legi Oficial d'Arquitectes de Catalunya custòdia el Fons Josep Esteve Corredor, al seu Arxiu Històric, el qual està constituït per 915 projectes i 394 imatges captades per l'arquitecte, especialment de les seves obres, i per 80 llibres i revistes. El conjunt del Fons Esteve va ingressar a l'Arxiu l'abril del 1982 de mans dels seus fills Xavier i Lluís Esteve. Jornet.